# Tepčići
Tepčići su naseljeno mjesto u općini Čitluk, Federacija BiH, BiH.

## Stanovništvo

### 1991.
Nacionalni sastav stanovništva 1991. godine, bio je sljedeći:
ukupno: 250
- Hrvati - 247
- ostali, nepoznati i neopredijeljeni - 3

### 2013.
Nacionalni sastav stanovništva 2013. godine, bio je sljedeći:
ukupno: 219
- Hrvati - 219